# Le Duel de Max
Le Duel de Max es un cortometraje mudo de 1913 dirigida, escrita y protagonizada por Max Linder.

## Trama
Después de un día agotador en su trabajo como cazador, Max decide atravesar la tierra del barón Fitz. Donde es sorprendido por un guardia, que lo toma por un merodeador. Max huye y encuentra refugio con la propia hija del barón. Al ver que es un pobre muchacho, lo esconde y solo acepta irse a cambio de su retrato. Al día siguiente, se anuncia un robo de una miniatura del barón Fitz. Max dice que es detective y que tiene un perro con un estilo infalible. Por su parte, la criada de Max solo lo ve como un perro sucio y flaco. Sin embargo, no se desanima. Pero el sobrino que tiene vistas a la belleza, el sobrino le ofrece a Max un duelo. Pero es el padre quien establece las reglas. Donde tiene que montar un burro y el que le quite la peluca al otro habrá ganado.

## Protagonistas
- Max Linder como Max
- Léonie Yahne
- Charles de Rochefort
- Palau (Sin acreditar)[1]